# Mercado de Sabores Poblanos
El Mercado de Sabores Poblanos. Comida Típica es un inmueble ubicado en la ciudad de Puebla de Zaragoza en la Av. 4 Pte a unas cuadras del Kiosko del Paseo Bravo. Fue inaugurado el 5 de febrero de 2011 por la entonces presidenta municipal Blanca Alcalá. Es un espacio que cuenta con 132 locales dedicados a la promoción, difusión y consumo de la gastronomía poblana, asimismo, también se pueden encontrar dulces típicos y artesanías. 
El mercado cuenta con intervenciones decorativas de la artista Luz Elvira Torres, en el exterior se puede apreciar un mural de mosaicos con los nombres de los alimentos más representativos del estado por el artista José Lazcarro.

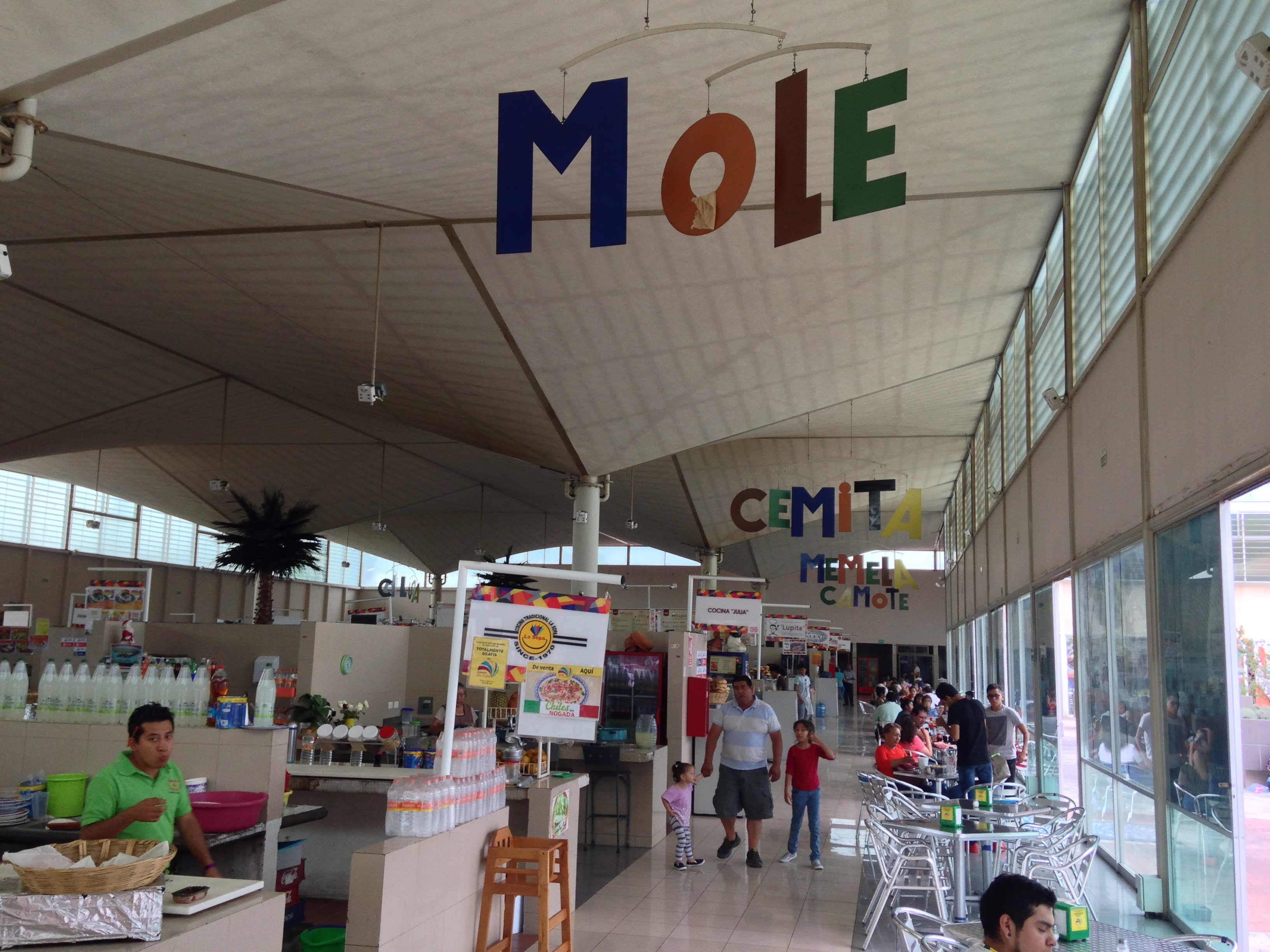
Interior del Mercado de Sabores Poblanos

### Productos
- Mole poblano
- Cemitas
- Quesadillas
- Tamales
- Carnitas
- Mariscos